# 東豊工業
東豊工業株式会社（とうほうこうぎょう）は、主にバランスウェイトの開発から販売までを手がける日本の企業。

## 概要
1961年（昭和36年）8月創業。バランスウェイトの開発から販売までを手がけ、国内でのシェア率はナンバーワンを誇る。バランスウェイトはかつては鉛製が主流であったが、業界に先駆けて鉄製のものを製品化。コーティングは六価クロムフリーに対応している。

## 関連施設・会社
- 東豊工業株式会社 本社工場（愛知県豊田市下山田代町カシブチ36）
- 東豊工業株式会社 番場工場（愛知県豊田市下山田代町番場25）
- ティーティーケー株式会社（番場工場に同一）
- 東豊物産株式会社（愛知県豊田市花沢町脇ヶ入6番地1）
  - 東豊物産株式会社は日本中央競馬会（JRA）などに登録する法人馬主でもある。詳しくは後述。

## 競馬とのかかわり

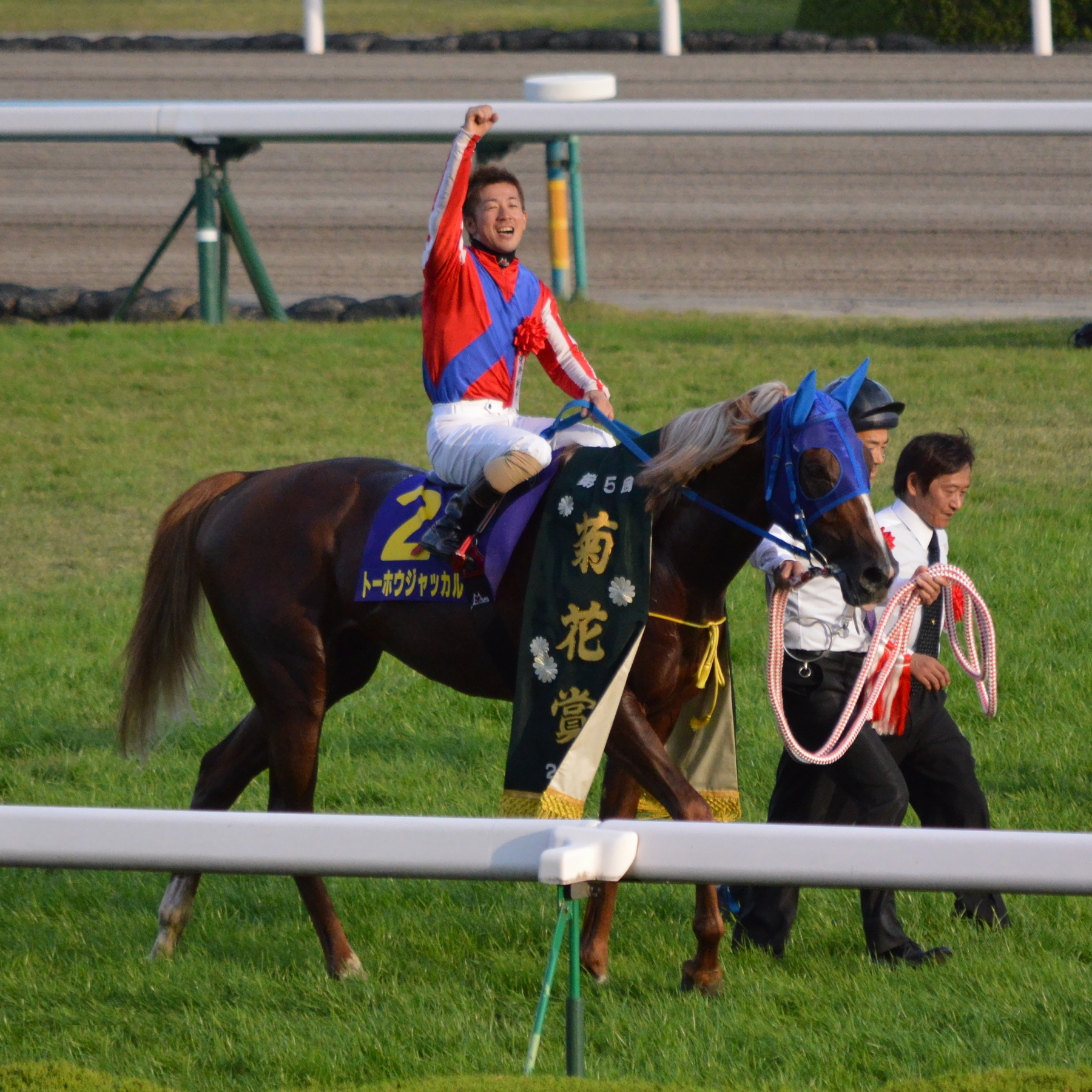
東豊物産の勝負服を着用した酒井学、騎乗馬トーホウジャッカル

関連会社の「東豊物産株式会社」は、日本中央競馬会（JRA）および地方競馬全国協会（NAR）に登録する馬主としても知られる。勝負服の柄は赤、青十字襷、袖白縦縞、冠名は「トーホウ」を用いる。当初は東豊物産前代表である高橋照夫（たかはし てるお、1933年 - 2023年1月17日）の個人名義で馬主登録していた。
2014年には、トーホウジャッカルが菊花賞を日本レコードで制し、悲願の中央GIおよびクラシック競走初制覇を果たした。

### 主な所有馬
斜字は地方重賞。
GI競走優勝馬
- トーホウエンペラー（2000年桐花賞、2001年東京大賞典、朱鷺大賞典、シアンモア記念、青藍賞、2002年マイルチャンピオンシップ南部杯、名古屋大賞典、青藍賞）
- トーホウジャッカル（2014年菊花賞）

重賞競走優勝馬
- トーホウドリーム（2001年産経大阪杯）
- トーホウシデン（2003年中山金杯）
- トーホウアラン（2006年京都新聞杯、中日新聞杯、2008年京都大賞典）
- トーホウレーサー（2007年ニュージーランドトロフィー）
- トーホウノゾミ（2007年南部駒賞）
- トーホウシャイン（2008年マーメイドステークス）
- トーホウライデン（2008年青藍賞、岩鷲賞）
- トーホウドルチェ（2010年マリーンカップ）
- トーホウアマポーラ（2014年CBC賞）
- トーホウカイザー（2014年だるま夕日賞）